# At (Unix)
at je v informatice příkaz používaný v unixových operačních systémech. Slouží pro naplánované (odložené) spuštění programů (skriptů).

## Popis
V Unixových operačních systémech, slouží příkaz at k naplánování příkazů, které se mají spustit najednou, v konkrétním čase v budoucnosti. Přesněji, čte série příkazů ze standardního vstupu a sbírá je do jednoho at-jobu a spustí je v nastaveném čase. Job dědí stávající prostředky, a tak je spuštěn ve stejném pracovním adresáři a se stejnými parametry jako byl naplánován.
Liší se od nástroje cron který se používá pro opakující se operace (např. jednou za hodinu, každé úterý, 1. ledna každý rok). Mnoho Unixových systémů umožňuje administrátorovi zakázat přístup k příkazu at.
Příkaz at může být naprogramován tak, aby odeslal uživateli zprávu, když jsou jeho naplánované úlohy hotovy. Umožňuje naplánovat více sekvencí úloh, umí číst seznam úloh i ze souboru namísto standardního vstupu.
V některých unixových operačních systémech se používá at démon (atd), který čeká na pozadí a periodicky kontroluje seznam operací a spouští je v naplánovaném čase.
Ke spuštění naplánovaných úloh můžeme použít příkaz batch místo příkazu at, ale pouze v případě, že průměr zátěže systému je nižší než 0,8 násobek implicitního.
K výpisu naplánovaných úloh slouží příkaz atq, ke zrušení úlohy příkaz atrm.

## Příklad
Příklad příkazu pro kompilaci souboru se zdrojovým kódem v jazyce C v určený čas (zde 31. ledna v 11:45 dopoledne, níže pak za 15 minut) a odeslat e-mailem výsledky (výstup na standardní proudy stdout a stderr):
```
$ 
echo
 "cc -o program program.c" | at 1145 jan 31
```

nebo
```
$ at now + 15 min
at> cc -o foo foo.c
at> ^D (stisknout Control-D na začátku řádku)
```

## AT ve Windows
Windows NT/2000/XP/7 mají také příkaz at (podobný jako cron), ale je označen za zastaralý ve prospěch Task Scheduleru.